# Gigantotermia

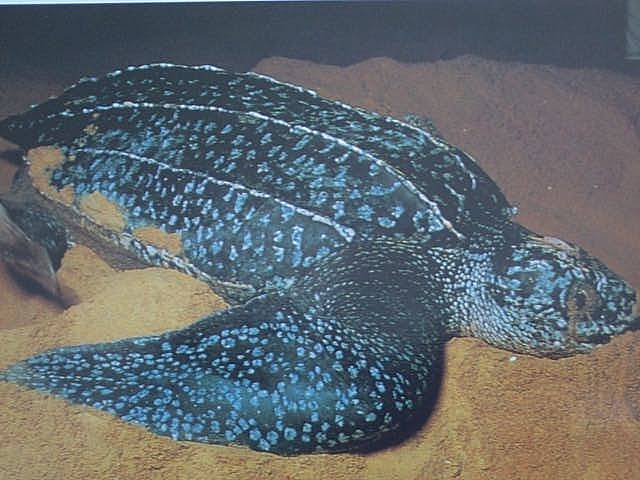
La tortuga laúd se vale de la gigantotermia para sobrevivir en los gélidos mares del norte.

La gigantotermia u homeotermia inercial es un fenómeno de importancia en la biología y la paleontología por el cual los animales de  sangre fría de voluminoso tamaño tienen mayor facilidad de poder mantener una temperatura constante, en virtud de una mayor relación volumen/superficie.

## Funcionamiento
La lógica detrás del funcionamiento de la gigantotermia es simple: un animal grande tiene proporcionalmente menos superficie de su cuerpo en contacto con el exterior, siendo la mayor parte de su masa la que se encuentra en su interior sin contacto externo —como los tejidos, órganos, sangre—, a diferencia de los animales más pequeños que tienen la mayoría de sus áreas del cuerpo en contacto con el exterior. Por ello, las ganancias o pérdidas de calor en el ambiente suceden más lentamente.
Cabe aclarar que la gigantotermia solo tiene sentido verdadero en los animales de  sangre fría pues en ellos es muy necesario mantener la temperatura ya que no pueden quemar combustible interno para producir calor, a diferencia de los animales de sangre caliente. Es incorrecto decir que un elefante se vale de la gigantotermia, ya que es un animal de sangre caliente que usa la homeotermia para mantener su temperatura, por lo que en él la gigantotermia se vuelve innecesaria.
Entre los animales en que se presenta la gigantotermia, por mencionar algunos, esta la tortuga laúd y el gran tiburón blanco.